# باب فیرمن
باب فیرمن (انگلیسی: Bob Fairman؛ 13 July 1883 – ژوئن ۱۹۶۸ (age 84)) بازیکن فوتبال اهل بریتانیا بود.
از باشگاه‌هایی که در آن بازی کرده‌است می‌توان به باشگاه فوتبال ساوت‌همپتون، باشگاه فوتبال بیرمنگام سیتی، و باشگاه فوتبال وستهام یونایتد اشاره کرد.